# Ферндорфбах
Ферндорфбах (нем. Ferndorfbach) — река в Германии, протекает по земле Северный Рейн-Вестфалия, речной индекс 27214. Площадь бассейна реки составляет 153,197 км². Общая длина реки 24,3 км. Высота истока 602 м. Высота устья 247 м.
Система водного объекта: Зиг → Рейн → Северное море.

## География
Река берёт свой исток на юге гор Ротхаар, неподалёку от деревни Обердорф рядом с Хильхенбахом. Исток реки находится на высоте около 600 м над уровнем моря. Ферндорфбах пронизывает Хильхенбах с востока на запад, пересекает Кройцталь и его район Ферндорф, в честь которого река получила своё название. В центре Кройцталя течение реки поворачивает на юг и направляется в сторону Зигена. В районе Зигена Вайденау Ферндорфбах впадает в Зиг.
Частично русло Ферндорфбаха проходит под автобаном Хюттентальштрассе.

## Бассейн реки, притоки и расход воды
Бассейн Ферндорфбаха, к которому также относятся бассейны таких рек как Брайтенбах, Литтфе и Малый Бирленбах, охватывает площадь в 159 км². Для сравнения: площадь бассейна Зига от истока до впадения в него Ферндорфбаха — 134 км². Расход воды Ферндорфбаха (по данным водомерного поста Вайденау-2) составляет 3,28 м³/с, что на треть больше, чем расход воды Зига (2,46 м³/с — по данным водомерного поста Вайденау-1).

## Водораздел
Исток Ферндорфбаха находится на линии водораздела Рейн-Везер. Воды Ферндорфбаха через Зиг попадают в Рейн, тогда как ручьи с восточного склона кряжа через Эдер и Фульду текут в Везер.